# Aero (Automobilhersteller)
Aero war ein 1919 gegründeter Flugzeughersteller mit Sitz in Prag, der ab 1929 sein Produktangebot um Automobile erweiterte.

## Automobilproduktion
Aero stellte im Laufe seiner Automobilproduktion fünf verschiedene Serienmodelle, verschiedene Renn- und Testfahrzeuge und Prototypen her.

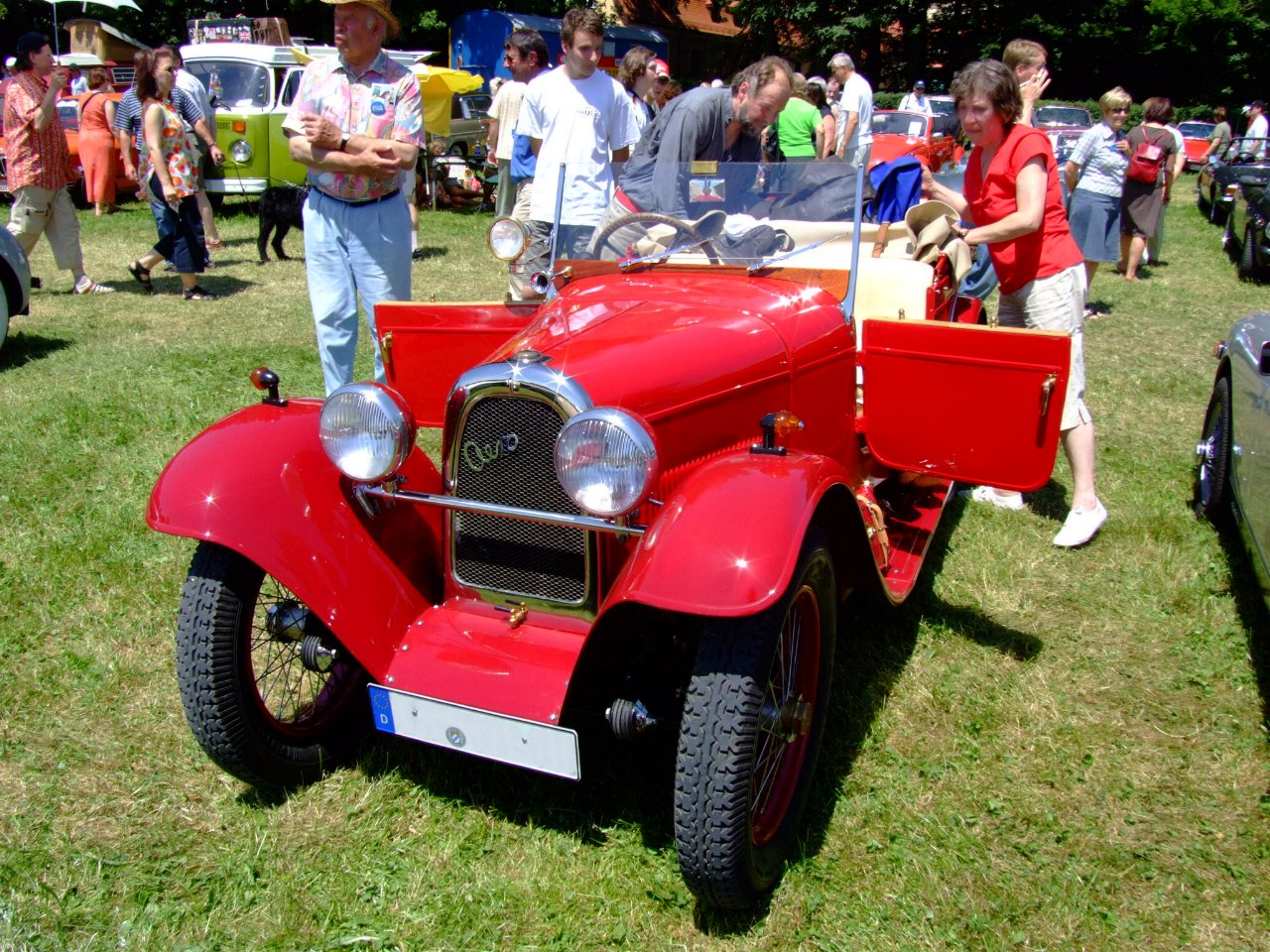
Aero 662 „Klingeling“, 1932

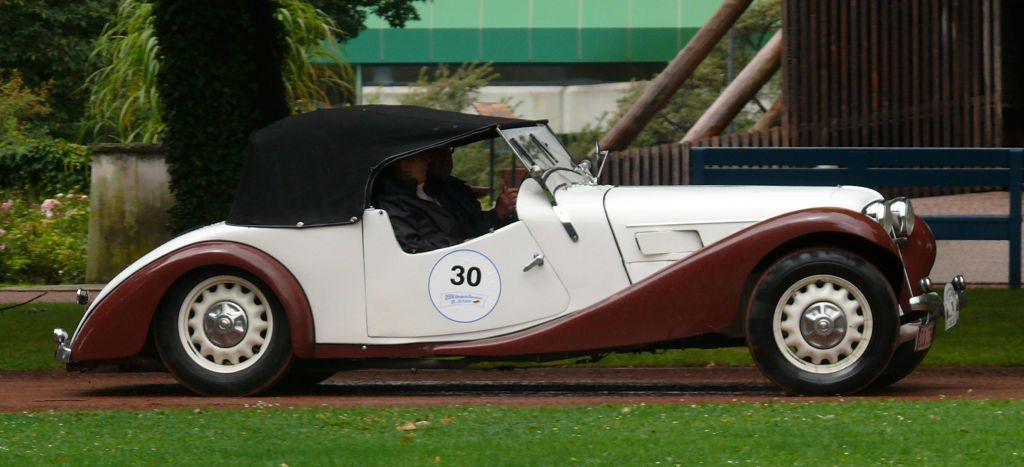
Aero 30 Roadster, 1934

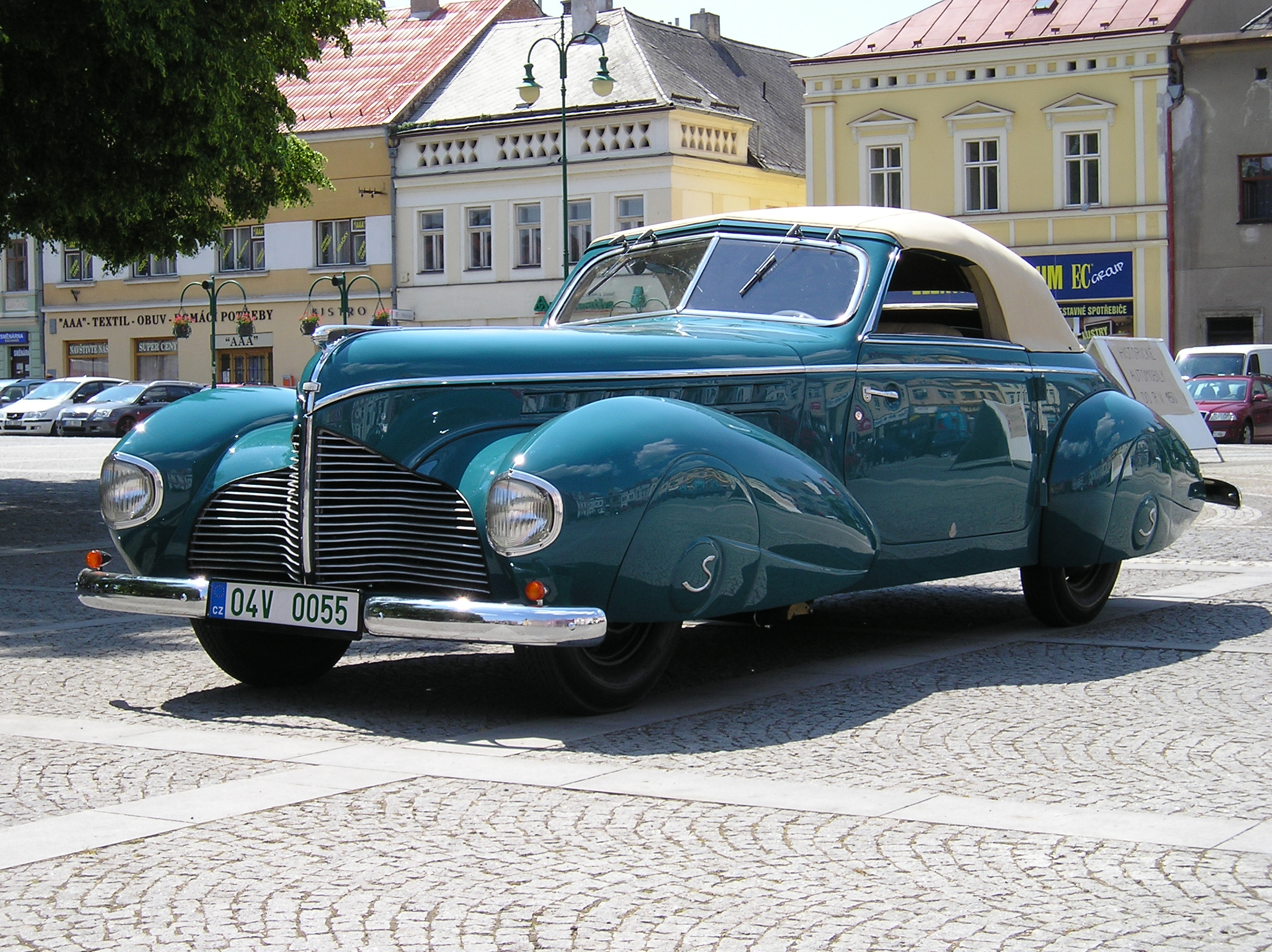
Aero 50 Dynamik mit Karosserie Sodomka, 1939

### Serienfahrzeuge
Das erste Modell Aero 10 (auch Aero 500 genannt) basierte auf dem Enka von Břetislav Novotný. Der Zweitakt-Einzylindermotor leistete 10 PS aus 500 cm³ Hubraum. Bis 1932 wurden 1360 Fahrzeuge gebaut.
Ab 1931 kam der Aero 18 (auch Aero 662) hinzu.
Er verfügte über einen Zweitakt-Zweizylindermotoren mit 662 cm³ Hubraum und 18 PS. Von 1931 bis 1934 wurden 2692 Fahrzeuge produziert.
In den Jahren 1933 und 1934 wurde der Aero 20 (auch Aero 1000) in relativ geringer Stückzahl hergestellt. Bei ihm war der Motor auf 1000 cm³ Hubraum und 24 PS Leistung vergrößert worden.
Diese ersten drei Modelle hatten Hinterradantrieb und trugen den Spitznamen „Klingeling“, nach dem typischen Geräusch des Getriebes, das der aus dem Wageninneren mit Hebelübersetzung von Hand angetriebene Anlasser beim Starten des Motors verursachte. Bis 1932 hatten alle nur eine Tür auf der rechten Seite, danach auch eine zweite Tür – links beim Lenkersitz.
Ab 1934 wurden sportlich gezeichnete Fronttriebler mit der Typbezeichnung Aero 30 (1000 cm³, 22 kW/30 PS) und ab 1936 ein Vierzylindermotor Aero 50 (2000 cm³, 37 kW/50 PS) hergestellt. Diese Fahrzeuge hatten eine hydraulische Bremsanlage und Schwingachsen. Von dem Typ Aero 30 wurden von 1934 bis 1947 7964 Stück gebaut, vom Typ Aero 50 1205 Fahrzeuge von 1936 bis 1941.
Diese Modelle waren mehrheitlich als Sportwagen – zweisitzige Roadster mit einem Notsitz hinten – konzipiert. Dieser Notsitz wurde durch Öffnen der unten angelenkten Heckklappe zugänglich. Ein kleiner Auftritt, der links dieser Klappe etwas unter dem Rand der Karosserie vorstand ermöglichte das Hochsteigen.
Es gab aber auch vollwertige offene oder geschlossene Viersitzer. Einzelne Fahrzeuge wurden auch als Nutzfahrzeuge ausgeliefert.

### Prototypen
Während des Krieges wurden zwei Prototypen, Aero P 750 Pony und Aero R 1500 Rekord, für die Nachkriegsproduktion entwickelt. Obschon bereits Bestellungen aus dem Ausland vorlagen, beschloss die im Herbst 1945 verstaatlichte Autoindustrie der damaligen Tschechoslowakei, die Modelle nicht zu bauen und die Produktion ausschließlich auf Flugzeuge zu konzentrieren.

### Aero Minor
Um sich das Geschäft trotzdem nicht vollständig entgehen zu lassen und die ausländischen Abnehmer doch mit Fahrzeugen der Marke Aero zufriedenzustellen, wurde das bei Jawa in den Kriegsjahren entwickelte Zweizylindermodell (616 cm³, 15 kW) Jawa Minor II in Aero Minor umbenannt, in anderen Werken produziert und unter diesem Namen vertrieben. Der Minor war ein geräumiges und sportlich erfolgreiches Fahrzeug. Die Produktion endete 1951, nachdem die Fertigungsanlagen für Militärbedarf beansprucht wurden.

### Lastkraftwagen
Der Aero A 150 (auch Aero 150) hatte einen Vierzylinder-Viertaktmotor, 2090 cm³ und 55 PS. Bei einem Leergewicht von 1800 kg betrug seine Nutzlast 1500 kg. Das Modell entsprach dem von 1939 bis 1942 hergestellten Škoda 150 und wurde 1946 bis 1947 bei Aero hergestellt. Bis 1951 wurde die Produktion bei Praga als A150 fortgesetzt.

## Motorsport und Langstreckenfahrten
Die Aero-Fahrzeuge waren sehr einfach gebaut, erwiesen sich aber auch als sehr zuverlässig. Dies wurde mit zahlreichen Langstreckenfahrten und Einsätzen im Motorsport unterstrichen.
| Jahr | Veranstaltung / Fahrt                       | Fahrzeug / Fahrer                                  | Beschreibung                                                                                         |
| ---- | ------------------------------------------- | -------------------------------------------------- | --- |
| 1929 | Sternfahrt Prag–Brest–Prag–Hamburg–Prag     | Aero 10 Bohumil Turek                              | 4913 km ohne Panne mit einem Schnitt von 26,6 km/h                                                   |
| 1930 | Sternfahrt                                  | 21 Aero 10 in der Klasse bis 750 cm³               | 14.960 Kilometer, alle Fahrzeuge gelangten ins Ziel                                                  |
| 1930 | ADAC-Fahrt Berlin-Prag-Manzanares (Spanien) | Aero 10 Bohumil Turek                              | Klassensieg in der Kleinwagenklasse, Schnitt von 48,8 km/h                                           |
| 1931 | ADAC-Fahrt Berlin-Manzanares-Berlin         | Bohumil Turek                                      | Gesamtsieg                                                                                           |
| 1931 | 10.000-km-Fahrt des AvD                     | Aero 18 Bohumil Turek                              | Goldmedaille                                                                                         |
| 1932 | Expedition nach Albanien                    | Aero 10 František A. Elstner                       | mehr als 3300 km                                                                                     |
| 1932 | Dauerfahrt 30.000 km in 30 Tagen            | Aero 18 Bohumil Turek                              | Schnitt von 58,25 km/h                                                                               |
| 1933 | Langstreckenfahrt                           | Aero 18 František A. Elstner                       | Expedition mit 3 Fahrzeugen über mehr als 13.500 km über Italien, Libyen, Marokko, Spanien nach Prag |
| 1934 | 1000 Meilen der Tschechoslowakei            | Aero 750 Antonin Nahodil                           | Klassensieg bis 750 cm³                                                                              |
| 1934 | Rallye Monte Carlo                          | Aero 20 Bohumil Turek & Antonin Nahodil            | 3. Platz in der Klasse bis 1500 cm³                                                                  |
| 1934 | Langstreckenfahrt                           | 4 Aero 20 3 Damenteams, 1 Männerteam (Serviceauto) | rund 14.000 km in 48 Tagen                                                                           |
| 1934 | 1000 Meilen der Tschechoslowakei            | Aero 1500 Eliska Slavikovà                         | Klassensiegerin bis 1500 cm³                                                                         |
| 1934 | Langstreckenfahrt                           | Aero 30 František A. Elstner                       | 7500 km                                                                                              |
| 1934 | 1000 Meilen der Tschechoslowakei            | Aero 30                                            | Teilnahme                                                                                            |
| 1935 | 1000 Meilen der Tschechoslowakei            | Aero 30                                            | Teilnahme eines Aero 30 mit Vierzylindermotor und 1,6 l Hubraum in der Klasse bis 2000 cm³           |
| 1935 | Fahrt Prag–Tiflis–Prag                      | Aero 30 Bohumil Turek                              | Teilnahme                                                                                            |
| 1936 | Langstreckenfahrt                           | Aero 30 Mila Polàk & Lida Ondrovà                  | Elf Länder in sieben Tagen, durchschnittlich mehr als 1000 km pro Tag                                |
| 1937 | Rallye Monte Carlo                          | Aero 30 Spezial Vladimir Formanek                  | 33. Platz                                                                                            |
| 1947 | Langstreckenfahrt                           | Aero Minor II František A. Elstner                 | Sahara-Durchquerung bis Cotonou und wieder zurück. 13.100 km in 22 Tagen                             |